# Mark VI (hlídkový člun)
Mark VI je lodní třída hlídkových člunů námořnictva Spojených států amerických. Pro americké námořnictvo bylo postaveno dvanáct člunů této třídy. Roku 2021 byla objednána stavba dalších osmi jednotek pro Ukrajinu, která se tak stane prvním zahraničním uživatelem třídy.

## Pozadí vzniku

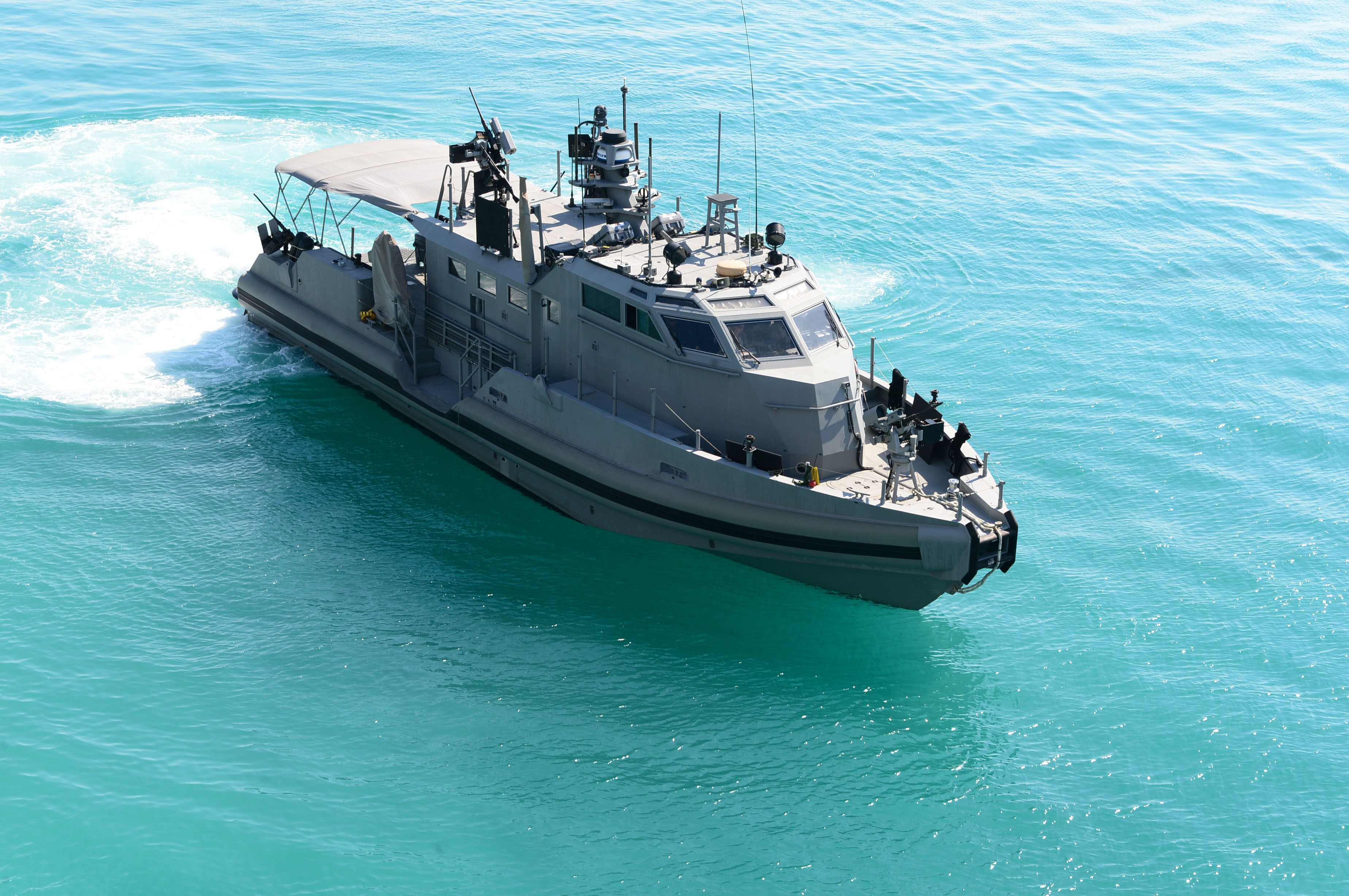
Hlídkový člun Mark VI během nasazení v Arabském zálivu

Hlídkové čluny staví americká loděnice SAFE Boats International (SBI) ve městě Tacoma ve státě Washington. Námořnictvo původně plánovalo stavbu až 48 člunů tohoto typu. Prvních 10 člunů americké námořnictvo převzalo v srpnu 2014. První dva čluny byly do služby přijaty 8. září 2015, přičemž první operační nasazení člunů bylo plánováno na počátek roku 2016.

## Konstrukce

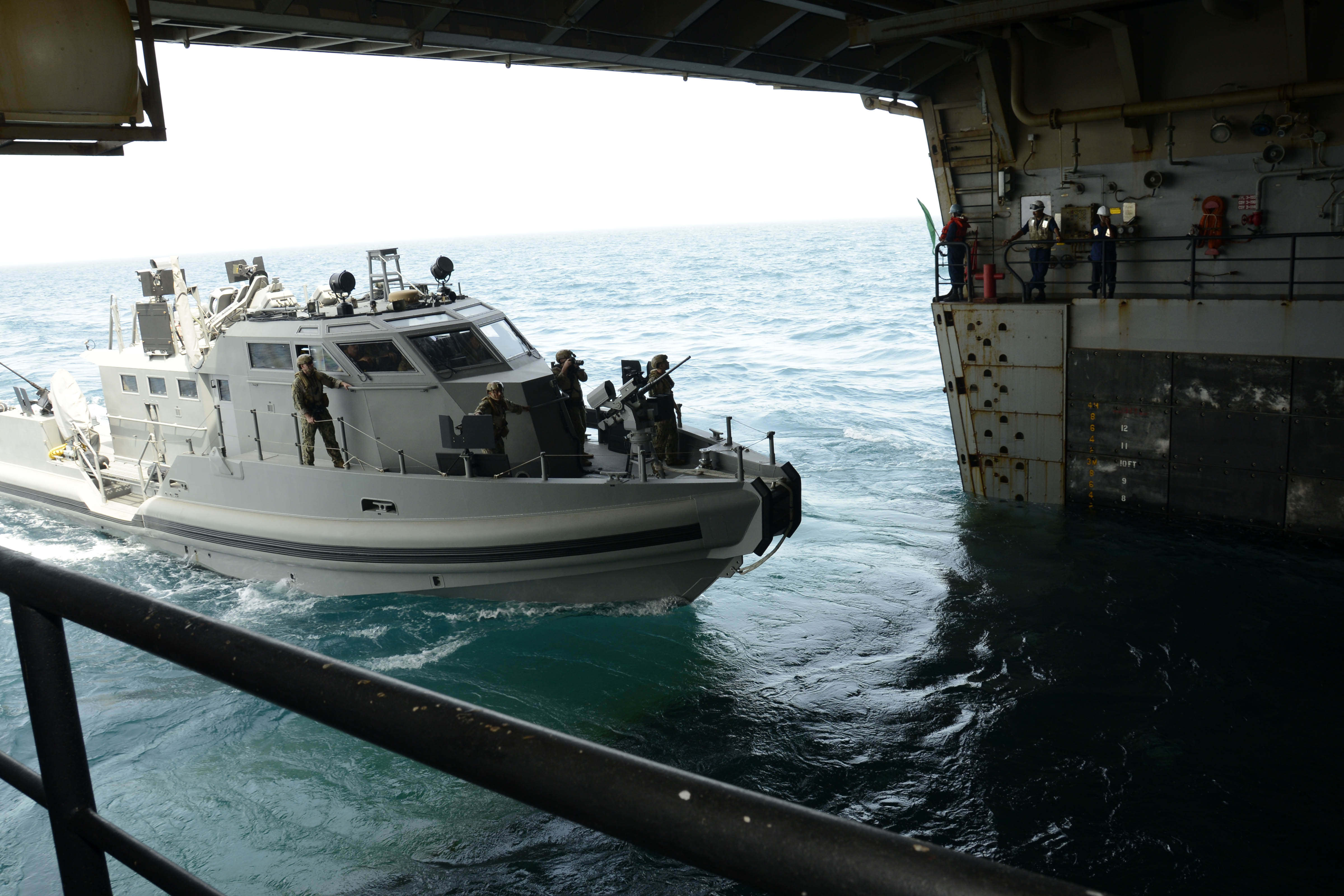
Hlídkový člun Mark VI vplouvá do doku výsadkové lodě USS Mesa Verde (LPD-19)

Trup je vyroben z hliníku. Pohonný systém a nádrže paliva jsou chráněny pancířem. Čluny lze převravovat v doku amerických výsadkových lodí typu LHD (třída Wasp), LPD (třídy Austin a San Antonio) a LSD (třídy Whidbey Island a Harpers Ferry), nikoliv letecky. Posádku tvoří 10 mužů, přičemž mohou převravovat ještě osmičlenný výsadek. Výzbroj a vybavení mohou být voleny dle typu konkrétní mise. Typicky mohou nést dva 25mm kanóny M242 Bushmaster umístěné v dálkově ovládané zbraňové stanici Mark 38 Mod.2 na přídi a na zádi. Doplnit je mohou 12,7mm kulomety M2HB, kulomety M240, rotační kulomety M134 Minigun, nebo granátomety Mk 19. Pohonný systém tvoří dva diesely MTU 16V 2000 M94 o výkonu 5200 hp, pohánějící prostřednictvím převodovek ZF 3060 dvojici vodních trysek HamiltonJet HM651. Nejvyšší rychlost dosahuje 45 uzlů. Dosah je 750 námořních mil při rychlosti 25 uzlů.

## Uživatelé
Spojené státy americké
- US Navy – Dodáno celkem dvanáct jednotek. Během služby se plavidla potýkají s vysokými náklady na údržbu. Proto člunům navzdory nízkému stáří hrozí vyřazení. Původně bylo plánováno na únor 2021, ale následně bylo odloženo. Přesto je budoucnost plavidel nejasná. V srpnu 2022 byla přinejmenším jejich část zachycena uložená na pevnině v zařízení Fairlead facility v Newport News.[5]

 Ukrajina
- Ukrajinské námořnictvo – V červnu 2020 byla rámci amerického programu Foreign Military Sale (FMS) odsouhlasena dodávka až 16 člunů Mk.VI. Dne 5. ledna 2021 americká loděnice SBI v Tacomě získala kontrakt na stavbu dvou člunů pro Ukrajinu. V září 2021 byl kontrakt upraven a objednávka byla navýšena o šest člunů na osm jednotek, přičemž obsahovala i opci na stavbu deváté a desáté jednotky. Oproti americkým člunům ponesou silnější výzbroj 30mm kanónů Mk.44.[4]